# Patrick's Cove-Angels Cove
Patrick's Cove-Angels Cove is een local service district en designated place in de Canadese provincie Newfoundland en Labrador. Het bevindt zich in de regio Cape Shore in het zuidoosten van het eiland Newfoundland.

## Geschiedenis
Het LSD werd in 1985 opgericht om voor Patrick's Cove en Angels Cove voor het eerst een beperkte vorm van lokaal bestuur te kunnen voorzien. Patrick's Cove-Angels Cove werd door Statistics Canada voor statistische redenen ook erkend als een designated place (DPL).
Uit de officiële lijst van local service districts van 2020 blijkt echter dat het LSD-bestuur toen reeds niet langer actief was. Dit betekent dat Patrick's Cove-Angels Cove enkel de jure nog een LSD is.

## Geografie
Het local service district (LSD) Patrick's Cove-Angels Cove bevindt zich aan de westkust van Avalon, het zuidoostelijke schiereiland van Newfoundland. Het bestaat uit de plaats Patrick's Cove en het 5 km zuidelijker gelegen en ongeveer half zo grote gehucht Angels Cove. Beide plaatsen zijn gelegen aan de oevers van de Placentia Bay, meer bepaald ieder aan een kleine cove van die baai.
De gemeentevrije plaatsen bevinden zich centraal in de kustregio Cape Shore en zijn bereikbaar via provinciale route 100. Nabijgelegen plaatsen zijn Cuslett  (5 km ten zuiden van Angels Cove) en Gooseberry Cove (3 km ten noorden van Patrick's Cove).

## Demografie
Patrick's Cove-Angels Cove kende, net zoals de meest afgelegen plaatsen op Newfoundland, de voorbije decennia een dalende demografische trend. Tussen 1991 en 2011 daalde de bevolkingsomvang van 187 naar 58, wat neerkomt op een daling van 129 inwoners (-69%) in 20 jaar tijd. Sindsdien is het inwoneraantal stabiel gebleven.
| Demografische ontwikkeling van Patrick's Cove-Angels Cove tussen 1991 en 2021 |
| ----------------------------------------------------------------------------- |
|                                                                               |
| Bron: Statistics Canada (1991–1996, 2001–2006, 2011, 2016–2021)               |

## Galerij

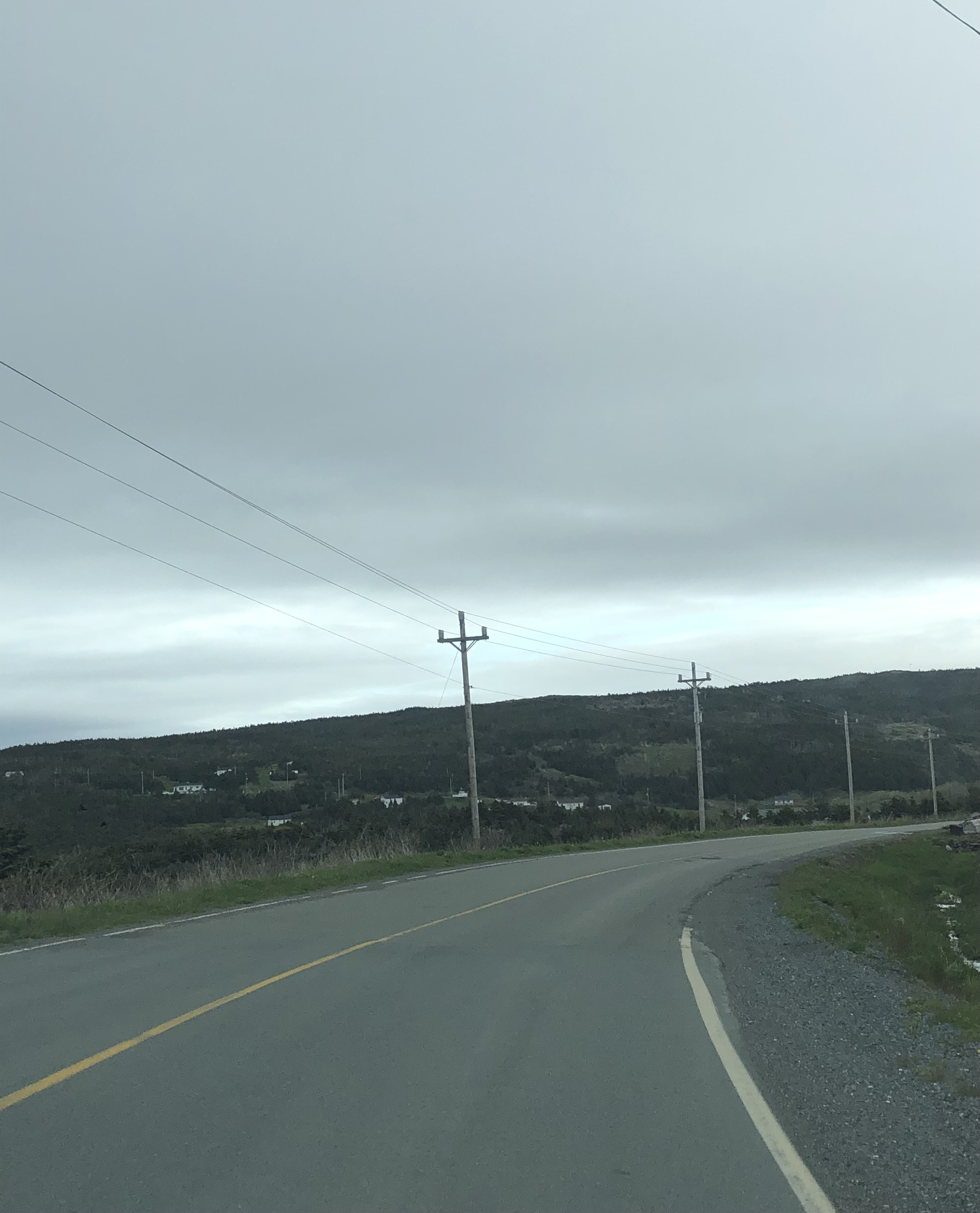
Patrick's Cove gezien vanuit de verte, bij het binnenrijden vanuit het zuiden
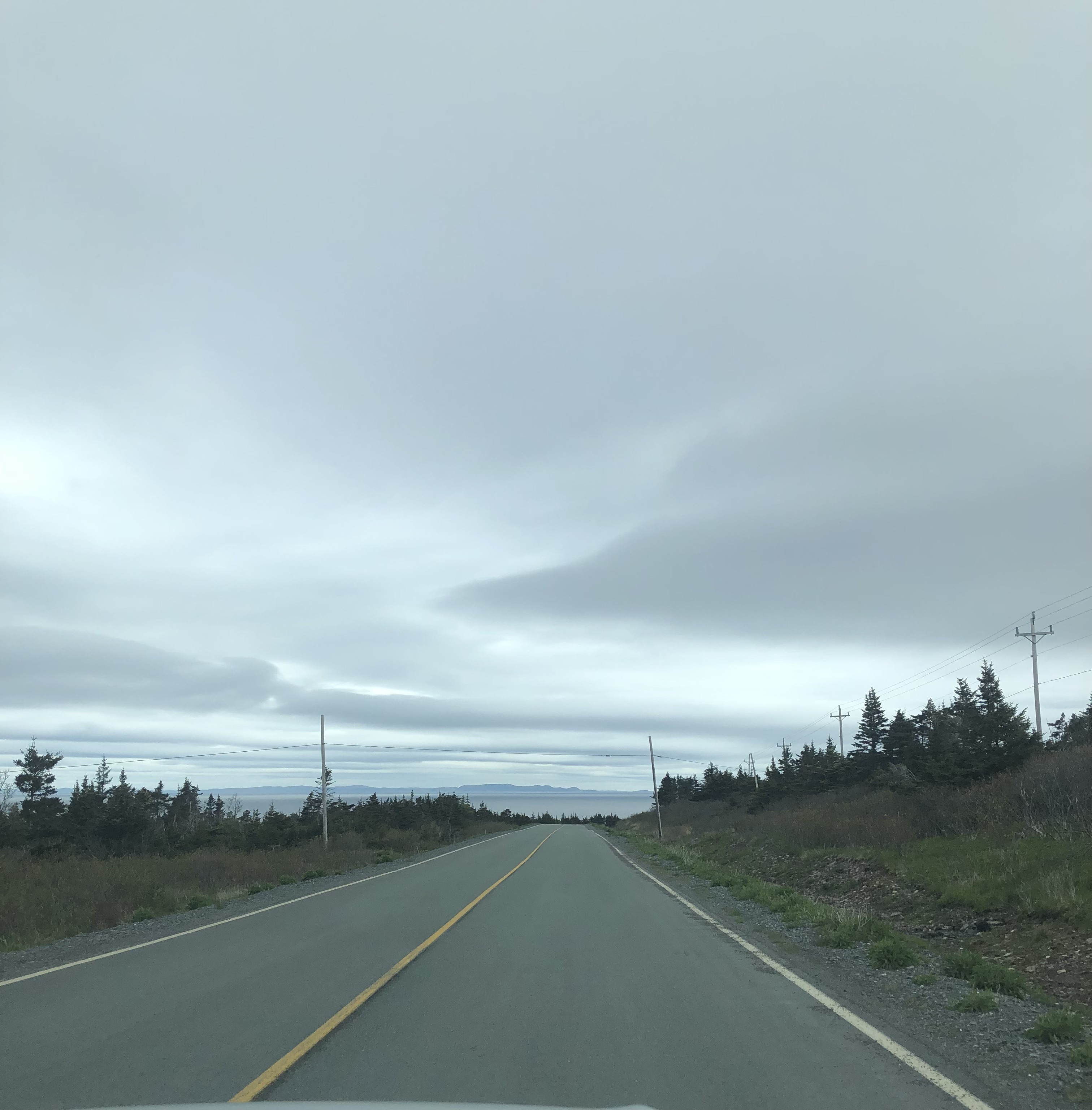
Route 100 tussen Angels Cove en Patrick's Cove, met de Placentia Bay in de achtergrond